# SETI ativo

Representação da mensagem de Arecibo.

SETI Ativo é a tentativa de enviar mensagens a alienígenas inteligentes. Mensagens de SETI ativo geralmente são na forma de sinais de rádio. Mensagens físicas como a placa Pioneer também podem ser consideradas mensagens SETI. SETI ativo também é conhecido como METI (Messaging to Extra-Terrestrial Intelligence), e é o oposto de SETI passivo, que apenas busca sinais extraterrestres, sem qualquer tentativa de enviá-los.
O termo METI foi cunhado pelo cientista russo Alexander Zaitsev, que apontou a diferença de SETI e METI.

## Transmissões
Mensagens METI já foram enviadas às seguintes estrelas:
| Estrela    | Designação | Constelação | Data de envio          | Data de chegada   | Mensagens                                |
| ---------- | ---------- | ----------- | ---------------------- | ----------------- | ---------------------------------------- |
| Messier 13 | NGC 6205   | Hercules    | 16 de novembro de 1974 | aprox. 25974      | Mensagem de Arecibo                      |
| Altair     | Alpha Aql  | Aquila      | 15 de agosto de 1983   | 1999              | Mensagem Altair (Morimoto - Hirabayashi) |
| Spica      | Alpha Vir  | Virgo       | agosto de 1997         | 2247              | NASDA Cosmic-College                     |
| 16 Cyg A   | HD 186408  | Cygnus      | 24 de maio de 1999     | novembro de 2069  | Cosmic Call 1                            |
| 15 Sge     | HD 190406  | Sagitta     | 30 de junho de 1999    | fevereiro de 2057 | Cosmic Call 1                            |
|            | HD 178428  | Sagitta     | 30 de junho de 1999    | outubro de 2067   | Cosmic Call 1                            |
| Gl 777     | HD 190360  | Cygnus      | 1 de julho de 1999     | abril de 2051     | Cosmic Call 1                            |
|            | HD 197076  | Delphinus   | 29 de agosto de 2001   | fevereiro de 2070 | Teen Age Message                         |
| 47 UMa     | HD 95128   | Ursa Major  | 3 de setembro de 2001  | julho de 2047     | Teen Age Message                         |
| 37 Gem     | HD 50692   | Gemini      | 3 de setembro de 2001  | dezembro de 2057  | Teen Age Message                         |
|            | HD 126053  | Virgo       | 3 de setembro de 2001  | janeiro de 2059   | Teen Age Message                         |
|            | HD 76151   | Hydra       | 4 de setembro de 2001  | maio de 2057      | Teen Age Message                         |
|            | HD 193664  | Draco       | 4 de setembro de 2001  | janeiro de 2059   | Teen Age Message                         |
|            | HIP 4872   | Cassiopeia  | 6 de julho de 2003     | abril de 2036     | Cosmic Call 2                            |
|            | HD 245409  | Orion       | 6 de julho de 2003     | agosto de 2040    | Cosmic Call 2                            |
| 55 Cnc     | HD 75732   | Cancer      | 6 de julho de 2003     | maio de 2044      | Cosmic Call 2                            |
|            | HD 10307   | Andromeda   | 6 de julho de 2003     | setembro de 2044  | Cosmic Call 2                            |
| 47 UMa     | HD 95128   | Ursa Major  | 6 de julho de 2003     | maio de 2049      | Cosmic Call 2                            |
| Polaris    | HIP 11767  | Ursa Minor  | 4 de fevereiro de 2008 | 2439              | Across the Universe                      |
| Gliese 581 | HIP 74995  | Libra       | 9 de outubro de 2008   | 2029              | A Message From Earth                     |
| Gliese 581 | HIP 74995  | Libra       | 28 de agosto de 2009   | 2030              | Hello From Earth                         |
|            | HIP 34511  | Gemini      | 15 de agosto de 2012   | 2163              | Wow! Reply                               |
| 37 Gem     | HD 50692   | Gemini      | 15 de agosto de 2012   | 2069              | Wow! Reply                               |
| 55 Cnc     | HD 75732   | Cancer      | 15 de agosto de 2012   | 2053              | Wow! Reply                               |